# 阿扎爾蘇維埃社會主義自治共和國
阿扎尔蘇維埃社會主義自治共和國是蘇聯的一個自治共和國，屬喬治亞蘇維埃社會主義共和國。設立於1921年7月16日。蘇聯解體之後，成為喬治亞共和國的阿扎尔自治共和國。